# Malý Čepčín
Malý Čepčín (Hongaars: Kiscsepcsény) is een Slowaakse gemeente in de regio Žilina, en maakt deel uit van het district Turčianske Teplice.
Malý Čepčín telt 519 inwoners.